# Miconia calignosa
Miconia calignosa es una especie de planta con flor en la familia de las Melastomataceae. Es originaria de  Ecuador.

## Distribución y hábitat
Es un arbusto endémico de sureste de Ecuador. Conocido desde 1967 dos colecciones hechas en la carretera Cuenca - General Plaza Gutiérrez (Limón). No se sabe que se produzcan dentro de la red de áreas protegidas de Ecuador, pero se espera en el Parque nacional Sangay. Ningún ejemplar de esta especie se encuentran en museos ecuatorianos. Aparte de la destrucción del hábitat, no se conocen amenazas específicas.

## Taxonomía
Miconia calignosa fue descrita por Wurdack y publicado en Phytologia 38(4): 296–297. 1978.
Etimología
Miconia: nombre genérico que fue otorgado en honor del botánico catalán Francisco Micó.
calignosa: epíteto